# カレイドスコープの箱庭
『カレイドスコープの箱庭』（カレイドスコープのはこにわ）は、2014年に宝島社より刊行された、海堂尊の長編小説。田口・白鳥シリーズの最終作でもある。

## 概要
作中に登場する「東城大学医学部付属病院」を舞台とした『田口・白鳥シリーズ』の第七作にあたる。
また、著者自身のエッセイ『放言日記』によると、単行本出版の際、本編の枚数がかさみ、『放言日記』の掲載を諦めたというエピソードがある。
- だが、文庫本では、『ジェネラル・ルージュの伝説 海堂尊ワールドのすべて』の続きから、『放言日記』が掲載されている[2]。

## ストーリ ー
ケルベロスの肖像での事件により、閉鎖の危機に陥った東城大学医学部附属病院。相変わらず病院長の手足となって働いている『不定愁訴外来（別名・愚痴外来）』の責任者・田口への今回の依頼は、病理医の検体取り違え疑惑の調査であった。Ai標準化国際会議開催の準備も控えるなか、田口は厚労省の役人・白鳥圭輔とともに再び調査に乗り出す。

## 登場人物
田口公平
東城大学医学部付属病院不定愁訴外来責任者・准教授。Aiセンターセンター長。電子カルテ導入兼問委員会委員長。
白鳥圭輔
厚生労働省大臣官房秘書課付技官兼医療過誤死関連中立的第三者機関設置推進準備室室長。「ロジカルモンスター」の異名を持つ。

### 東城大学医学部付属病院
高階権太
東城大学医学部付属病院病院長。
藤原真琴
不定愁訴外来専任看護師。
兵藤勉
神経内科学教室講師・医局長。院内の噂に通じる。
島津吾郎
放射線科准教授。
三船
東城大学医学部付属病院事務長。
菊村
病理検査室教授。
牛崎
病理検査室講師。
饗場
病理検査室技師長。
友部、真鍋
病理検査室技師。
花輪
病理検査室クラーク。

### Ai標準化国際会議
速水晃一
極北救命救急センター副センター長。
桐生恭一
米臓器移植ネットワーク・ドミンゴ議長の名代。
彦根新吾
房総救命救急センター専任病理医。

### その他
東堂文昭
マサチューセッツ医科大学上席教授。Aiセンター ウルトラ・スーパーバイザー。
曽根崎伸一郎
マサチューセッツ大教授。ゲーム理論の権威。「ステルス・シンイチロウ」とよばれている。

## 書籍情報
- ハードカバー：2014年3月5日発売[1]、宝島社、ISBN 978-4-8002-2226-8
- 文庫版：2015年7月4日発売[2]、宝島社文庫、ISBN 978-4-8002-4237-2